# Al ritmo de la vida
Al ritmo de la vida es una película dramática nigeriana de 2018, dirigida por Tosin Coker. Esta protagonizada por Seyi Shay, Vector, Somkele Iyamah, Wale Ojo, Sharon Ooja, Shafy Bello y Uche Jombo.

## Sinopsis
Las hermanas Giwa están atrapadas en el centro de un escándalo financiero con la sombra mediática de sus difuntos padres. Por ello, se ven obligadas a salir de su burbuja y aprender a construir su propio futuro a través de la música.

## Elenco
- Seyi Shay como Lara Giwa
- Somkele Iyamah como Dara Giwa
- Vector como Sal Gómez (Mr Beats)
- Chioma Chukwuka como Tía Patience
- Uche Jombo como Fadekemi West
- Sharon Ooja como Ngozi
- Shafy Bello como la mamá de Jide
- Saheed Balogun como presidente de la junta
- Kemi Lala Akindoju como Tonye
- Ademola Adedoyin como Wale Ladejobi
- Chinedu Ikedieze como Big Chi
- Folu Storms como Tina
- Bimbo Manuel como tío Richard
- Wale Ojo como el tío Tunde
- Deyemi Okanlawon como Cashflow
- DJ Xclusive como Jide

## Lanzamiento
La película se estrenó el 8 de julio de 2018. Está disponible a través de la plataforma Netflix.